# 恭州
恭州（きょうしゅう）は、中国にかつて存在した州。唐代に現在の四川省紅原県と黒水県にまたがる地域に設置された。

## 概要
736年（開元24年）、唐により静州広平県を分割して恭州が置かれた。742年（天宝元年）、恭州は恭化郡と改称されたが、広平県は和集県と改称された。758年（乾元元年）、恭化郡は恭州の称にもどされた。恭州は剣南道に属し、和集・博恭・烈山の3県を管轄した。